# ساركودي (مغن راب)
مايكل أوسو أدو (بالإنجليزية: Michael Owusu Addo)‏ من مواليد 10 يوليو 1985 في تيما، غانا والمعروف باسم ساركودي (بالإنجليزية: Sarkodie)‏، هو مغني راب ورجل أعمال غاني من تيما. وقد أكسبته مساهماته في صناعة الموسيقى الغانية العديد من الجوائز، بما في ذلك جائزة فودافون غانا للموسيقى عن «فنان العقد». تم إعلانه عن الفائز الأول بجائزة أفضل عمل دولي في بي إي تي في حفل توزيع جوائز بي إي تي هيب هوب لعام 2019. يعتبر أيضًا أحد المؤيدين الرئيسيين لنوع رقص أزونتو.